# إيفا بالما
إيفا بالما مواليد 21 ديسمبر 1994 في تالين، هي لاعبة كرة مضرب إستونية وتحتل حالياً المرتبة 1218 (27 يوليو 2015) في تصنيف رابطة محترفات كرة المضرب. أعلى تصنيف لها في الفردي كان 934. أعلى تصنيف لها في الزوجي كان 691.

## النهائيات

### الزوجي
| الحصيلة | الرقم | التاريخ        | الدورة           | الأرضية | الشريك    | المنافس                        | النتيجة       |
| ------- | ----- | -------------- | ---------------- | ------- | --------- | ------------------------------ | ------------- |
| الوصافة | 1.    | 22 أكتوبر 2012 | ستوكهولم، السويد | صلبة    | ماريا موخ | دونيكا باشوتا يلينا أوستابينكو | 6–7(4–7), 1–6 |

## روابط خارجية
- إيفا بالما على موقع رابطة محترفات التنس (الإنجليزية)
- إيفا بالما على موقع الاتحاد الدولي لكرة المضرب (الإنجليزية)
- إيفا بالما على موقع كأس بيلي جين كينغ (الإنجليزية)
- إيفا بالما على موقع خلاصة التنس.كوم (الإنجليزية)